# Bordado chino
El bordado chino es un tipo de bordado iniciado como lo dice su nombre en China. 

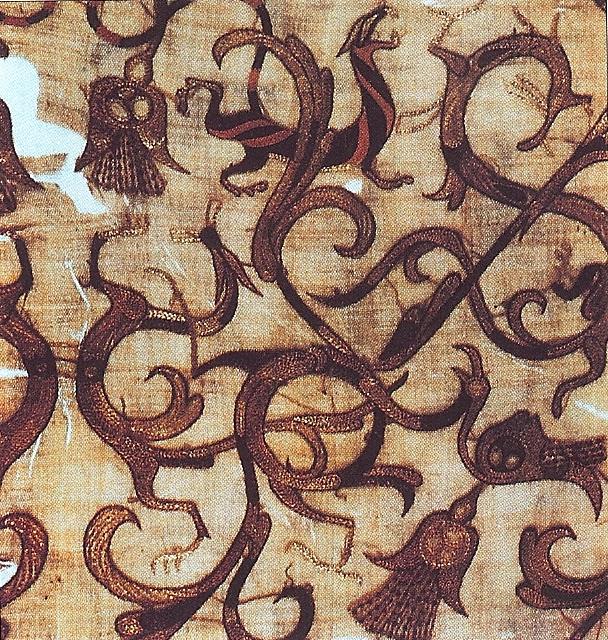
Detalle de un bordado en seda en una prenda ritual china del siglo IV a. C.

Se utiliza una aguja especial y se borda entrando y saliendo con la aguja en la tela. Es un bordado sin punto, de muy fácil aprendizaje como labor, pudiéndose convertir en un microemprendimiento.

## Materiales
Para realizar estos productos trabajados con este bordado, se necesita: 
- Aguja para bordado chino.
- Enhebrador.
- Hilo especial para bordado chino. Se puede usar el hilo mouliné, tomando 1 o 2 hebras.
- Bastidor con pie.
- Objeto de tela de tejido cerrado sobre el cual bordar.
- Diseño a aplicar.
- Tijeras.
- Goma arábiga, termolina o entretela termoadhesiva para fijar.